# Грб Трнова (Источно Сарајево)
Грб Трнова је званични грб српске општине Трново. Грб је усвојен 14. маја 2010. године. мада су се сличне иначице користиле и прије тога.
Симбол општине има облик налик средњовјековном штиту, али његов садржај подсјећа на амблеме из комунистичког времена.

## Опис грба
Грб Трнова (РС) је у златно обрубљеном штиту, крунисан љиљановом круном, подијељен црвеним крстом са златним рубовима: 
- у провом пољу, испод снијегом покривених плавин планина, плави бор и зелена буква и чемпрес,
- у другом стоји жена у традиционалној црној ношњи на зеленом подножју,
- у трећем, на сребрном пољу плави водопад и
- у четвртом, на плавом пољу сребрна угљенокопка која излази из горњег десног угла.

Испод штита на црвној врпци исписано је име општине: „Трново“.